# L'Été (Bonnard)
Pour les articles homonymes, voir L'Été.
L'Été est un tableau réalisé en 1917 par le peintre français Pierre Bonnard. Cette peinture à l'huile sur toile est un paysage idyllique qui représente une clairière dans laquelle on distingue plusieurs figures vêtues au premier plan et nues au second plan, au centre. Commande des époux Hahnloser rendue à l'artiste pour n'avoir pas respecté les dimensions requises, l'œuvre est aujourd'hui conservée à la Fondation Maeght, à Saint-Paul-de-Vence.